# NK DOŠK Dol
NK DOŠK iz Dola, otok Hvar, bivši hrvatski nogometni klub.

## Povijest
Osnovan je 1928. godine. Godine 1936. spojio se sa Zrinskim u klub Slogu.